# Anquiteri
L'anquiteri (Anchitherium) fou un èquid prehistòric que tenia peülles amb tres dits.
L'anquiteri era un èquid brostejador (s'alimentava de fulles) que aparegué al Miocè inferior de Nord-amèrica i seguidament es dispersà a Europa i Àsia, on originaria el gènere més corpulent Sinohippus. Feia uns 60 cm d'alçada a l'espatlla i probablement representava una branca lateral de l'evolució dels èquids que no deixà descendents moderns.

## Taxonomia
S'han descrit una sèrie d'espècies al gènere des que fou descrit per primera vegada.
- A. alberdiae
- A. aurelianense
- A. australis
- A. castellanum
- A. clarencei
- A. corcolense
- A. cursor
- A. ezquerrae
- A. gobiense
- A. hippoides
- A. matritense
- A. navasotae
- A. parequinum
- A. procerum